# Gadna (Izrael)
Gadna (hebr. גדודי נוער, Gedude No’ar; pol. Bataliony Młodzieżowe) – program szkoleń wojskowych przygotowujący młodzież w Izraelu do odbycia obowiązkowej służby wojskowej w Siłach Obronnych Izraela.

## Historia
Wraz z rozwojem osadnictwa żydowskiego w Palestynie na początku XX wieku, pojawiła się potrzeba organizacji żydowskich organizacji samoobrony. Społeczność żydowska sprzeciwiała się szkoleniu dzieci na żołnierzy, jednak organizacje syjonistyczne realizowały swoją odrębną politykę w nowo tworzonych kibucach i moszawach. Były one oparte na ideologii pionierskiej pracy młodych ludzi, którzy łączyli pracę rolniczą z obowiązkami chronienia własnych osad. Działania te realizowała przede wszystkim utworzona w 1920 roku organizacja samoobrony Hagana. To właśnie ona rozpoczęła pierwsze szkolenia wojskowe młodzieży. Były to przede wszystkim zajęcia sportowe, pod których przykrywką realizowano szkolenia wojskowe i strzeleckie. Najbardziej sprawni chłopcy i dziewczęta stawali się członkami Hagany. W podobny sposób proces rekrutacji był prowadzony przez organizację Irgun. Największą trudnością był brak odpowiednich instruktorów. Jedynie Jonah Sortfing i Artur Biram posiadali odpowiednie doświadczenie, które zaczęto wykorzystywać po opublikowaniu w 1922 roku białej księgi. Jej publikacja okazała się punktem zwrotnym, co widać w ogłoszonej przez Radę Narodową odezwie: „Kwestią nadzwyczajnej wagi jest szkolenie młodzieży, jest to w chwili obecnej nasze główne działanie.” Na spotkaniu Agencji Żydowskiej w dniu 5 czerwca 1922 roku, Dawid Ben Gurion również podkreślił potrzebę organizowania treningów sportowych dla młodzieży, które miały przygotowywać ich do służby wojskowej w przyszłości. W dniu 8 czerwca Wydział Edukacji Agencji Żydowskiej upoważnił Artura Birama do zorganizowania i prowadzenia szkoleń sportowych. W tym celu powołano specjalną komisję w składzie Benzion Mossinson (przedstawiciel Wydziału Edukacji), Berl Katznelson i Zalman Szragaj (z Rady Narodowej) oraz Mosze Sneh. Członkami Komitetu Wykonawczego zostali: Artur Biram, Ja’akow Dori, Jechoszua Alef, Emmanuel Simon, Ze’ew Feldman, Cewi Niszri i Jicchak Dubno. Podjęte działania umożliwiły wprowadzenie szkolenia wojskowego w żydowskich szkołach średnich Brytyjskiego Mandatu Palestyny od roku szkolnego rozpoczętego we wrześniu 1939 roku. Dzięki wybuchowi 1 września 1939 roku II wojny światowej, władze brytyjskie były jeszcze bardziej skłonne na współpracę ze społecznością żydowską. W rezultacie tego, w listopadzie 1940 roku oficjalnie powołano do życia program szkoleń wojskowych Gadna.
Gdy na wiosnę 1941 roku siły brytyjskie w Egipcie znalazły się w bardzo poważnym zagrożeniu ze strony niemieckiego korpusu ekspedycyjnego Afrika Korps generała Erwina Rommela, który prowadził natarcie w Afryce Północnej w kierunku Kanału Sueskiego, Brytyjczycy umożliwili w Palestynie rozwinięcie programu szkoleń Gadna w rzeczywiste sformowanie młodzieżowego batalionu szkoleniowego. Jego twórcą i pierwszym dowódcą został Jicchak Sade. Batalion młodzieżowy Gadna wziął udział w wojnie domowej w Mandacie Palestyny (1947–1948) i I wojnie izraelsko-arabskiej (1948-1949). Największy oddział (liczył 1500 młodych ludzi) pod dowództwem Jechoszua Arieli uczestniczył w bitwie o Jerozolimę, a jego członkowie przechodzili do Palmach. W dniu 12 września 1948 roku rząd Izraela wydał rozporządzenie oficjalnie tworzące Batalion Młodzieżowy Gadna w ramach struktur Sił Obronnych Izraela. Program szkoleniowy Gadna miał tworzyć młodzieżowe bataliony przygotowujący żydowską młodzież do służby wojskowej w piechocie.
| Dowódca                   | Lata sprawowania urzędu                |
| ------------------------- | -------------------------------------- |
| Jicchak Sade              | 15 maja 1941 - 9 sierpnia 1941         |
| Jicchak Dubno             | 9 sierpnia 1941 - 1942                 |
| Benjamin Ibzrichin-Ibzuri | 1942 – maj 1943                        |
| Mosze Karmel              | maj 1943 - 1944                        |
| Dawid Reszef              | 1944 - 1948                            |
| Dawid Reszef              | 1944 - 1948                            |
| Elhanan Jiszai            | 1948 - 15 maja 1950                    |
| Akiwa Acmon               | 15 maja 1950 - 1 lutego 1954           |
| Ram Ron                   | 1 lutego 1954 - 4 marca 1957           |
| Josef Golan               | 4 marca 1957 - 4 sierpnia 1959         |
| Emanuel Hooked            | 4 sierpnia 1959 - 6 września 1960      |
| Icchak Bet                | 6 września 1960 - 5 marca 1963         |
| Cewi Ben Ari              | 5 marca 1963 - 1 grudnia 1965          |
| Mosze Zohar               | 1 grudnia 1965 - 15 sierpnia 1969      |
| Baruch Lewi               | 15 sierpnia 1969 - 10 sierpnia 1970    |
| Izajasz Tadmor            | 10 sierpnia 1970 - 8 października 1976 |
| Hillel Ben Meir           | 8 października 1976 - 13 lipca 1980    |
| Mosze Muscle              | 13 lipca 1980 - 26 sierpnia 1984       |
| Uri                       | 26 sierpnia 1984 - 1988                |
| Israel Assaf              | 1988 - 1991                            |

Wraz z końcem wojny, w 1949 roku rozpoczęła się dyskusja nad celowością utrzymania batalionów młodzieżowych. Zwycięskimi okazały się argumenty wskazujące na utrzymujące się zagrożenie ze strony sąsiednich państw arabskich. Wymagało to od Izraela utrzymywanie dużej liczby żołnierzy przeszkolonych do działań w nadzwyczajnych sytuacjach. Utrzymanie batalionów młodzieżowych Gadna skracało czas szkolenia rekrutów, gdyż część z nich przechodziła wstępne szkolenie wojskowe zanim ukończyli wiek 18. lat. Stanowili oni bardziej wydajną część rekrutów, z których armia mogła tworzyć elitarne jednostki bojowe. Bataliony młodzieżowe otrzymały także jeszcze inne zadania. Postawiono przed nimi zadanie absorpcji młodych imigrantów - system szkół zapewniał edukację i naukę języka hebrajskiego, natomiast bataliony Gadna umożliwiały pełną aklimatyzację imigrantów w nowym środowisku. Młodzi imigranci uczyli się historii narodu żydowskiego, poznawali kulturę i wiarę, dzięki wycieczkom poznawali Ziemię Izraela, uczyli się praktycznych zawodów i działali w wolontariacie. Tak więc, sytuacja geopolityczna Izraela wymusiła dalsze utrzymanie programu Gadna. W czerwcu 1949 roku Kneset uchwalił ustawę o obowiązku służby wojskowej, w skład której wchodził także obowiązek odbycia szkoleń pół-wojskowych Gadna w ramach edukacji w szkołach średnich.
Bataliony zostały zorganizowane w następujący sposób:
- Przestrzeń miejska - bataliony w Jerozolimie, Hajfie i Tel Awiwie
- Dzielnice wiejskie - pięć batalionów w okręgach od północy do południa kraju.

Każdy okręg otrzymał swoją siedzibę, w której organizowane są zajęcia szkoleniowe oraz letnie kursy treningowe. Zmiany nastąpiły na początku lat 90. XX wieku. Wraz z kryzysem gospodarczym zaczęły się cięcia w budżecie obronnym Izraela. Zmusiło to także ograniczenie wydatków na program Gadna. Z tego powodu, w sierpniu 1991 roku bataliony młodzieżowe Gadna zostały wchłonięte do Korpusu Edukacji Sił Obronnych Izraela (równocześnie obcięto 35% budżetu programu). W listopadzie 1991 roku wydano rozporządzenie powołujące do życia Batalion Młodzieżowy Korpusu Edukacji, stwierdzając w nim, że jego zadaniem jest przygotowywanie młodzieży do służby wojskowej. Na jego podstawie Gadna realizuje dotychczasowe działania edukacyjne, natomiast Korpus Edukacji przejął szkolenia wojskowe. W tym celu realizowane są zajęcia sportowe podnoszące sprawność fizyczną młodzieży, a programy wojskowe uczą dyscypliny oraz posługiwania się bronią strzelecką. W 1997 roku stworzono oddzielne ośrodki szkoleniowe dla odrębnych obszarów specjalności wojskowych, np. powstał ośrodek batalionu morskiego, batalionu sił powietrznych, batalionu medycznego itp..

## Działalność

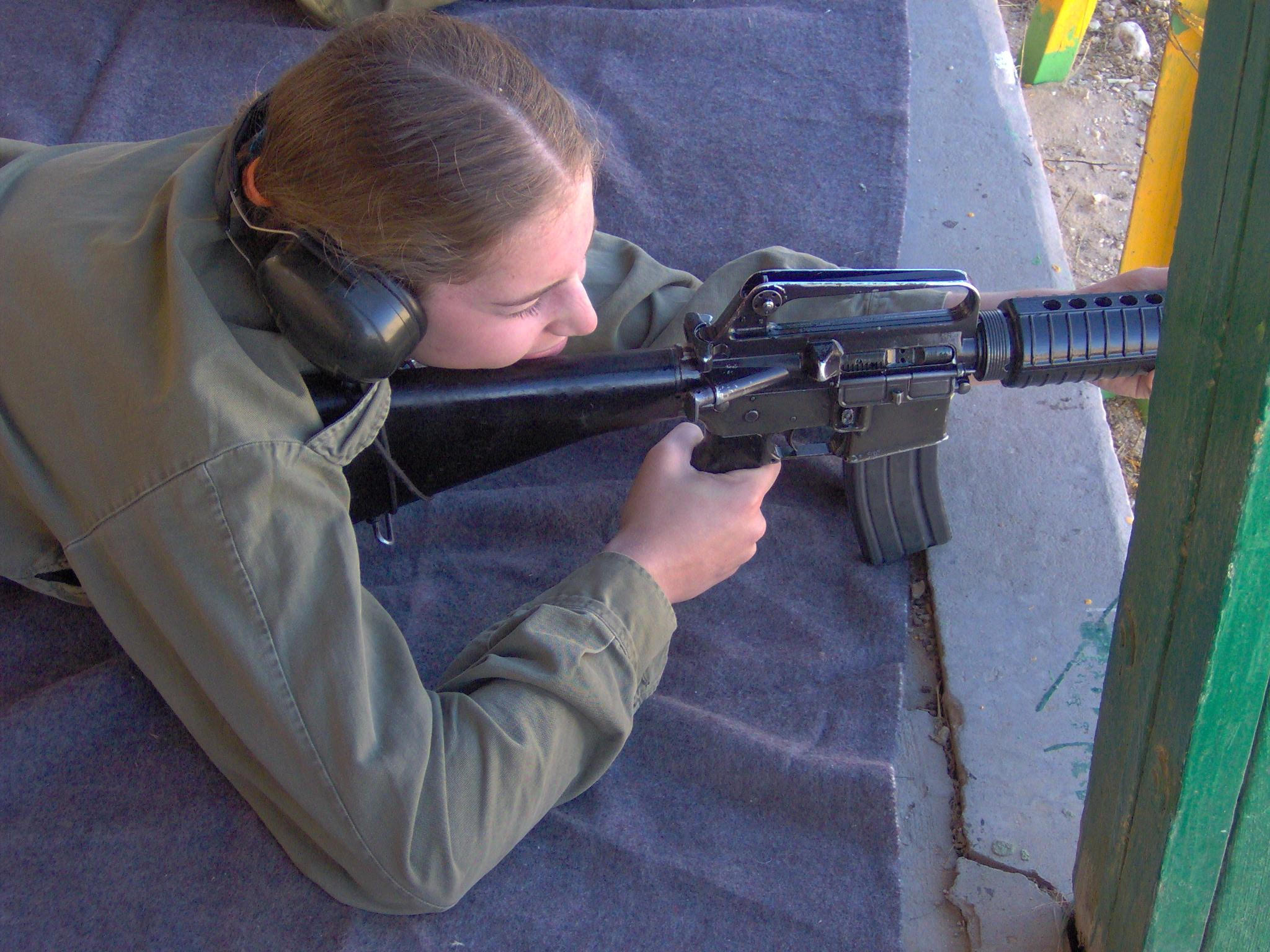
Szkolenie wojskowe Gadna

Program Gadna rozpoczyna swoją działalność z młodzieżą na poziomie edukacji w szkołach średnich. Uczniowie odbywają regularne zajęcia teoretyczne, zapoznając się z podstawowymi terminami wojskowości. W okresie wakacji letnich organizowane są tygodniowe obozy w bazach szkoleniowych. Rekruci śpią w namiotach i uczą się dyscypliny wojskowej. Szkolenie obejmuje także zajęcia na strzelnicach oraz treningi w terenie. Pozwala to uczniom zapoznać się w praktyce z podstawami normalnego szkolenia wojskowego. Pod względem specjalizacji bataliony młodzieżowe podzielono w następujący sposób:
- Bataliony Młodzieżowe Gadna - przygotowują przyszłych kadetów dla potrzeb wojsk lądowych.
  - Batalion Młodzieżowy Korpusu Wywiadu - powstał w latach 50. XX wieku i przygotowuje przyszłych kadetów dla Korpusu Wywiadu Polowego. W ramach szkolenia uczniowie przechodzą kursy językowe, cykle seminariów z zakresu orientalizmu
  - Batalion Młodzieżowy Korpusu Inżynieryjnego - przygotowuje przyszłych kadetów dla Korpusu Inżynieryjnego. Uczniowie przechodzą szkolenia urządzeń telekomunikacyjnych oraz systemów łączności wojskowej na polu walki.
- Bataliony Młodzieżowe Marynarki - powstały w 1949 roku w celu szkolenia młodzieży w żeglarstwie. Jest to przygotowanie przyszłych kadetów dla potrzeb Izraelskiego Korpusu Marynarki.
  - Batalion Młodzieżowy Nurkowy - w całym kraju odbywają się kursy nurkowania, a obozy letnie odbywają się w bazie szkoleniowej w Atlit.
  - Batalion Młodzieżowy Oficerów Marynarki - przeznaczony dla uczniów szkół morskich.
- Bataliony Młodzieżowe Sił Powietrznych - powstały w 1950 roku w celu szkolenia młodzieży w szybownictwie. Jest to przygotowanie przyszłych kadetów dla potrzeb Sił Powietrznych Izraela.
- Batalion Młodzieżowy Korpusu Medycznego - przygotowuje przyszłych kadetów w zakresie pomocy medycznej.

Szkolenia w ramach programu Gadna są realizowane w szeregu placówek, z których obecnie czynne pozostają jedynie trzy: Dżo’ara, Sede Boker i Calmon. Ośrodki te posiadają charakter baz wojskowych. Dodatkowo program Gadna wykorzystuje kilka gospodarstw rolniczych, w których młodzież zdobywa praktycznych zawodów: Be’er Ora, En Jahaw, Szkoła Nir Ha-Emek przy mieście Afula, baza wojskowa Ein Zeitim, Bet Dagan, Chulda. Miejscem szczególnym organizowanych wycieczek jest Masada.